# Marian Krasnopolski
Marian Krasnopolski (ur. 1907 w Moniatyczach, zm. ?) – uczestnik wojny z bolszewikami 1920 i kawaler Krzyża Walecznych.
8 lutego 1921 Minister Spraw Wojskowych odznaczył 13 letniego syna gospodarza ze wsi Moniatycze Franciszka Krasnopolskiego Krzyżem Walecznych nr 11.927 „za pomyślne wykonanie polecenia proboszcza księdza Józefa Widawskiego i zepsucie zupełne zamku armaty przez co wróg, który ją przejściowo zdobył, nie mógł pomimo znajdującego się przy armacie zapasu amunicji z niej korzystać”. Bohaterski czyn nastoletniego Mariana Krasnopolskiego dokonany został w dniu 6 września 1920 roku.